# Trichothyrinula sydowii
Trichothyrinula sydowii är en svampart som beskrevs av Petr. 1950. Trichothyrinula sydowii ingår i släktet Trichothyrinula och familjen Microthyriaceae.   Inga underarter finns listade i Catalogue of Life.